# Glas-in-loodcompositie I
Glas-in-loodcompositie I is een glas-in-loodraam naar een ontwerp van Theo van Doesburg in Museum De Lakenhal in Leiden.

## Ontstaansgeschiedenis
Het raam bestaat uit een abstract patroon van gekleurd glas met in het midden het wapen van de Noord-Hollandse plaats Broek in Waterland: een witte zwaan met een bundel pijlen op een rode achtergrond. Het bevond zich oorspronkelijk in de achterdeur van het huis van de burgemeester van Broek in Waterland, W. de Geus. Dit huis, dat ook Swaenenburg genoemd wordt, werd in 1916 gebouwd naar een ontwerp van de architect J.J.P. Oud. Oud kwam in het voorjaar van 1916 met Van Doesburg in contact na het lezen van zijn artikelenreeks ‘De nieuwe beweging in de schilderkunst’. Hierin zet Van Doesburg voor het eerst zijn gedachten over architectuur op papier en schrijft hij dat voor alle kunsten, inclusief de bouwkunst, dezelfde principes gelden en dat zuivere schoonheid vooral voortkomt uit de geest van de kunstenaar en in mindere mate uit de inhoud van zijn werk. In de daaropvolgende briefwisseling tussen Oud en Van Doesburg wees Oud hem op de overeenkomsten tussen de architectuur en de moderne schilderkunst en zette hij Van Doesburg aan zijn ideeën over de architectuur verder uit te werken. Glas-in-loodcompositie I is het eerste voorbeeld van de samenwerking tussen Oud en Van Doesburg. Dit was een grote gok voor Oud, want Van Doesburg had zich nooit eerder met de glas-in-loodkunst beziggehouden. ‘Ik heb mijn eersten opdracht van dien architect [J.J.P. Oud], doch moet mij de techniek nog eigen maken’, schreef Van Doesburg op 4 augustus 1916 aan zijn vriend Antony Kok. In Van Doesburgs nalatenschap bevinden zich enkele niet-uitgevoerde glas-in-loodontwerpen die hij vermoedelijk voor dit doel maakte. De opdrachtgever, W. de Geus, was erg tevreden over het uiteindelijke raam, want op 20 april 1917 gaf hij Van Doesburg de opdracht vier bovenlichten boven de achterdeur van zijn woning te ontwerpen.

## Motief

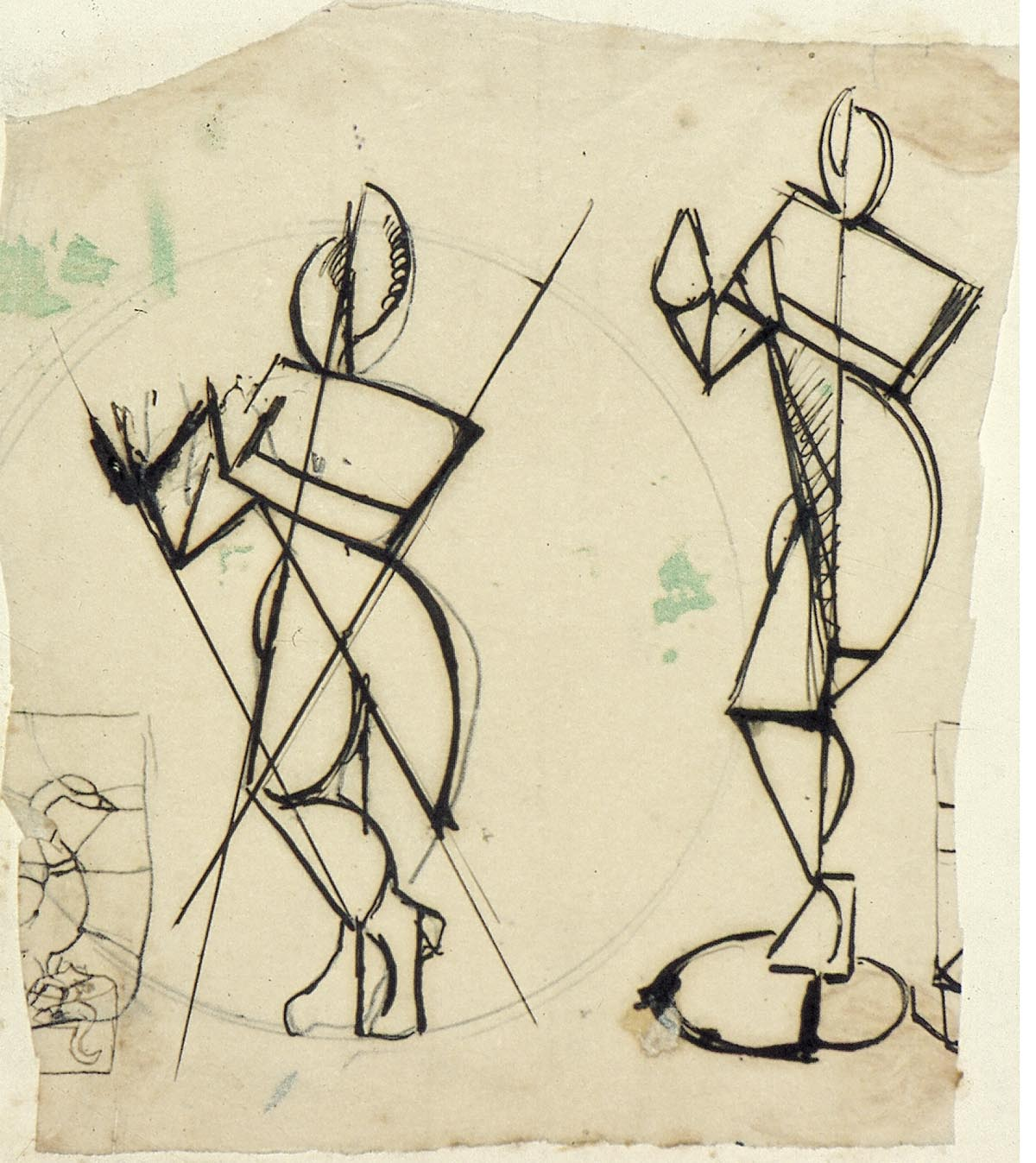
Theo van Doesburg. Twee schetsen van een fluit spelende Krishna, van voren gezien. 1916. Potlood en O.-I. inkt op transparant papier. 19 × 17 cm. Utrecht, Centraal Museum.

Omstreeks 1916 maakte Van Doesburg voor zowel schilderijen als toegepast werk gebruik van motieven, dat wil zeggen dat hij een voorstelling uit de werkelijkheid, bijvoorbeeld een stilleven of een landschap, steeds verder vereenvoudigde totdat er een abstract motief overbleef. Welk motief ten grondslag ligt aan Glas-in-loodcompositie I is onduidelijk. Van het werk zijn geen ontwerptekeningen bewaard gebleven, alleen een schetsje van het gemeentewapen in de marge van een studie voor het tweeluik Danseressen. Volgens de kunsthistorici Carel Blotkamp en Sjarel Ex is de omlijsting van het wapen mogelijk geïnspireerd op Vilmos Huszàrs Schilderij in geel, dat Van Doesburg in zijn bezit had. Volgens Evert van Straaten is het vermoedelijk gebaseerd op een bloemstilleven of een landschap in de omgeving van Groesbeek.

## Datering
Van Doesburg begon het ontwerp in september 1916. Op 11 september schrijft hij aan Oud: ‘Ik heb een schets gemaakt van het Glasraam. [...] Ik zelf ben er nogal tevreden over. Ik heb het heelemaal opgelost zonder eénige beschildering’. Van Doesburg voltooide het ontwerp vlak na 1 januari 1917, want op die datum schreef zijn toenmalige partner Lena Milius aan Antony Kok: ‘Terwijl ik schrijf, legt hij [Van Doesburg] de laatste hand aan een glas-in-lood ontwerp’. De plaatsing vond plaats in het voorjaar van 1917.

## Vier bovenlichten
In april 1917 gaf burgemeester De Geus Van Doesburg de opdracht een ontwerp te maken voor de vier bovenlichten van de achterdeur van zijn woning. Het motief van deze vier bovenlichten is gebaseerd op een tekening van een geabstraheerde, zittende, naakte vrouw, die zich tegenwoordig in het Gemeentemuseum Den Haag bevindt. Het motief komt in elk raampje twee keer voor, waarbij het steeds 180° gedraaid is. Hierdoor komt linksonder steeds overeen met rechtsboven. Deze techniek paste Van Doesburg eerder toe in de glas-in-loodramen Dans I en II, die hij in november 1916 ontwierp. De raampjes zijn om en om gespiegeld geplaatst. De kleurverdeling is in elk raampje net iets anders.

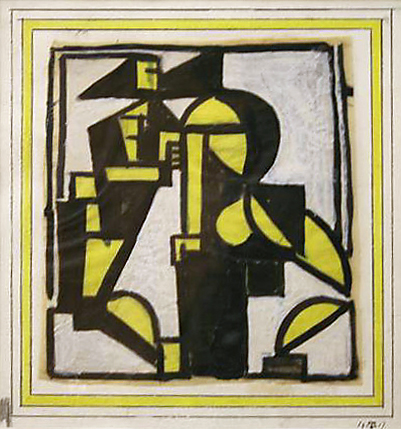
Theo van Doesburg. Compositie. 1917. Potlood en gouache op transparant papier. 16,5 × 14 cm. Den Haag, Gemeentemuseum Den Haag.

Van Doesburg ontving de opdracht voor de vier bovenlichten op 20 april 1917; op 22 april schrijft hij aan Kok: ‘Eergisteren heb ik een opdracht van 4 raampjes voor hetzelfde huis waar dat groote raam in is uitgevoerd. De deur was zoo verdeeld. [schetsje] De bovenste vier raampjes waren in gewoon wit glas daar het anders te duur kwam. Nu vindt die burgemeester van Broek in Waterland mijn raam zoo mooi, dat hij de vier bovenlicht ramen ook door mij laat uitvoeren. Leuk hè? Ik heb het motief al gevonden’. Op 9 mei was het ontwerp klaar en vond de uitvoering plaats door de glas-in-loodzetter (vermoedelijk de firma Bogtman in Haarlem). Op die datum schrijft hij opnieuw aan Kok: ‘Ook heb ik de tweede opdracht voor Broek Waterland afgewerkt. Vier raampjes [...]. Ook die zijn zeer mooi geworden en zijn reeds bij den glas-in-loodzetter’.

## Herkomst
Het raam bevond zich tot 2002 in situ in het huis van burgemeester W. de Geus, De Erven 3, Broek in Waterland. In 2002 werd het raam, inclusief de vier bovenlichten, door de toenmalige eigenaar(s), de erven Mevr. T. Peereboom-Hoogland, verkocht aan Museum De Lakenhal. Deze aankoop kwam tot stand met steun van de Vereniging van Belangstellenden in de Lakenhal en de Vereniging Rembrandt, mede dankzij het Prins Bernhard Cultuurfonds.

## Tentoonstellingen
Glas-in-loodcompositie I maakte deel uit van de volgende tentoonstellingen:
- Van Doesburg and the International Avant-Garde, 20 oktober 2009-3 januari 2010, Stedelijk Museum De Lakenhal, Leiden, ISBN 978-1-85437-872-9, zonder cat.nr., p. 247 (inclusief vier bovenlichen, als Composition I, 1916-17, en Four skylights for the back door of the house of Mayor W. de Geus, Broek in Waterland, 1917).